# 北マケドニア航空団
北マケドニア航空団（マケドニア語: Воздухопловна Бригада на Република Северна Македонија）は、北マケドニア共和国軍統合作戦司令部傘下の航空部隊。以前は、軍種としての空軍及び防空軍（ВВ и ПВО）であったが、2005年12月の軍制改革により統合作戦司令部傘下の航空部隊となり、北マケドニア共和国軍は一軍制となった。
同部隊に所属する機体は首都スコピエにある、スコピエ空港に駐機している。

## 歴史
マケドニア空軍及び防空軍は、ユーゴスラビア崩壊直後に創設された。当初、その編成下には、VIP用の輸送機しかなかった（ズリーン 242×4機とSuper King Air及びAn-2×1機ずつ）。打撃構成要素は、6機のMi-8/17が保障した。
2001年、マケドニアは内戦に巻き込まれ、航空機が緊急に必要となった。ウクライナが援助を行い、Su-25攻撃機4機、Mi-8MTV-1輸送ヘリコプター4機及びMi-24V攻撃ヘリコプター6機が短期間で納入された。これらの機体は、政府軍の勝利に決定的な役割を演じた。

## 装備

### 航空機
| 名称        | 画像 | 製造国         | 種別             | 現用数 | 備考                                                   |
| ----------- | ---- | -------------- | ---------------- | ------ | ------------------------------------------------------ |
| An-2        |      | ソビエト連邦   | 輸送機           | 1      |                                                        |
| Z 242       |      | チェコ         | 練習機           | 5      |                                                        |
| Mi-24V/K    |      | ソビエト連邦   | 攻撃ヘリコプター | 2      | Mi-24V×2機が現役。他に、Mi-24K×2機とMi-24V×6機が保管中 |
| Mi-8MTV/-17 |      | ソビエト連邦   | 輸送ヘリコプター | 6      | Mi-8MTV×4機、Mi-17×2機                                 |
| UH-1H       |      | アメリカ合衆国 | 汎用ヘリコプター | 2      |                                                        |
| ベル 206B   |      | アメリカ合衆国 | 練習ヘリコプター | 4      |                                                        |

### 対空兵器
| 名称             | 画像 | 製造国       | 種別           | 現用数 | 備考 |
| ---------------- | ---- | ------------ | -------------- | ------ | ---- |
| 9K35 ストレラ-10 |      | ソビエト連邦 | 地対空ミサイル | 8      |      |
| 9K310 イグラ-1   |      | ソビエト連邦 | 地対空ミサイル |        |      |
| ボフォース L/60  |      | スウェーデン | 対空機関砲     | 36     |      |